# Notozomus daviesae
Notozomus daviesae är en spindeldjursart som beskrevs av Harvey 1992. Notozomus daviesae ingår i släktet Notozomus och familjen Hubbardiidae. Inga underarter finns listade i Catalogue of Life.